# Mimické svalstvo
Mimické svalstvo tvoří drobné svaly rozložené hlavně při otvorech obličeje. Jedním koncem jsou přichyceny ke kostem obličejové části lebky a druhým končí v kůži. Název mimické dostaly proto, že svými stahy mění výraz obličeje - mění mimiku. Jsou také významnou částí mluvidel a působí jako svěrači a rozvěrači. Mimické svaly jsou inervovány sedmým hlavovým, lícním nervem.

## Svaly v oblasti očních víček

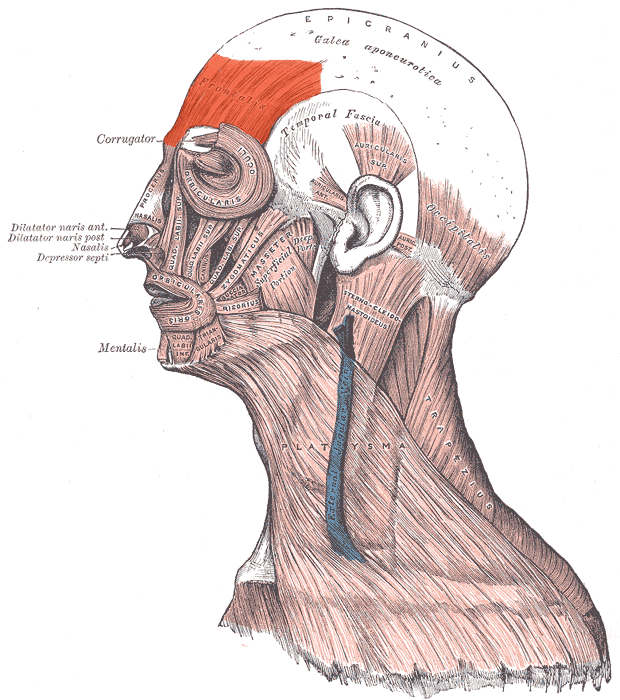
musculus frontalis

### Sval čelní(musculus frontalis)
Hlavními funkcemi čelního svalu jsou svrašťování čela, zdvihání obočí a zvedání horních víček. Při zdvihání obočí dochází k tvorbě vrásek na čele.

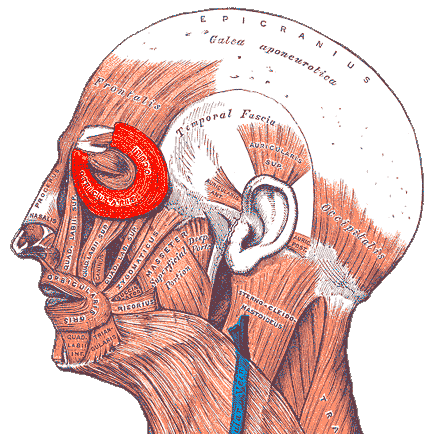
musculus orbicularis oculi

### Kruhový sval oční (musculus orbicularis oculi)
Sval začíná při vnitřním koutku očním a obkružuje oční štěrbinu. Při stahu dochází k zúžení a uzavření oční štěrbiny. Funkcemi kruhového svalu očního je sevření a mrkání víček.

### Sval štíhlý nosní (musculus procerus)
Táhne se od hřbetu nosu přes kořen ke kůži čelní krajiny. Působí na příčnou rýhu na kořeni nosu.

### Svrašťovač obočí (musculus corrugator supercilii)
Začíná u kořene nosního a pokračuje ke svalu čelnímu a kruhovému očnímu. Vytváří svislé rýhy nad kořenem nosu.

## Svaly v oblasti nosu

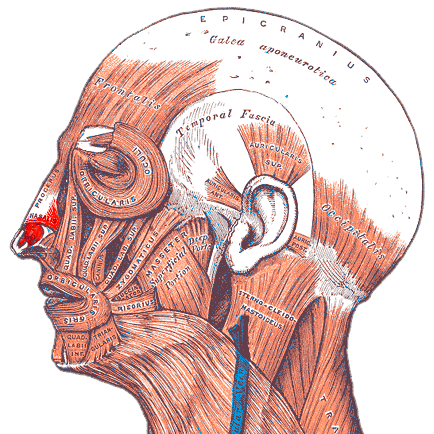
musculus nasalis

### Sval nosní(musculus nasalis)
Funkcemi svalu nosního je zužování a rozšiřování nozder.

## Svaly ústní štěrbiny

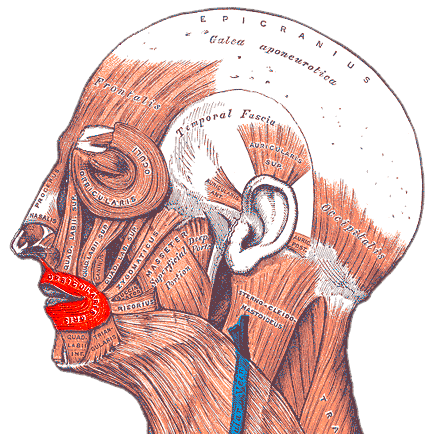
musculus orbicularis oris

### Kruhový sval ústní (musculus orbicularis oris)
Obkružuje štěrbinu ústní a spoluurčuje její tvar. Má funkci pohybů rtů, jako jsou svírání či špulení rtů a dále také přitlačuje rty k zubům nebo zajišťuje pohyb nosních křídel. Do jeho laterálních okrajů se upínají svaly, které zvedají horní ret a táhnou okraj úst laterálně např. velký a malý lícní sval – musculus zygomaticus major et minor – př. sval smací (musculus risorius), zdvihač horního rtu (musculus levator labii superior) a další. Dále svaly, které stahují kaudálně dolní ret a koutek – např. sval stahovač dolního rtu (musculus depressor labii inferior), sval stahovač koutku ústního (musculus depressor anguli oris, stahovač dolního rtu – musculus depressor labiiinferioris…)

## Svaly klenby lebeční

### Sval klenby lební (musculus epicranius)
Upíná se do vazivové přilby. Zepředu se do něj upíná sval čelní (musculus frontalis), zezadu sval týlní (musculus occipitalis). Soubor vytváří napětí kůže klenby lebeční.

## Svaly ušního boltce
U člověka jsou svaly ušního boltce rudimentální. Někteří lidé mají tyto svaly více vyvinuty a mají možnost pohybovat ušním boltcem.
- musculus auricularis anterior: Táhne boltec vpřed a nahoru.
- musculus auricularis superior: Zdvihá boltec.
- musculus auricularis posterior: Táhne boltec vzad.

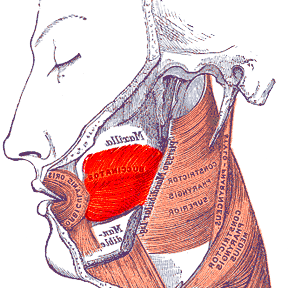
musculus buccinator

## Svaly tváře

### Sval trubačský(musculus buccinator)
Trubačský sval je čtyřhlavý sval, který tvoří hlubokou vrstvu mimických svalů. Sval začíná na maxille, vazivovém pruhu mezi křídlovým výběžkem a vnitřní stranou dolní čelisti a na mandibule, upíná se do vnějšího okraje kruhového svalu ústního. Sval brání uskřinutí tváře při kousání, přitlačuje tváře k dásním, umožňuje foukání, při žvýkání posouvá potravu mezi stoličky, při otevřených ústech vytlačuje vzduch z dutiny ústní.

## Svaly brady

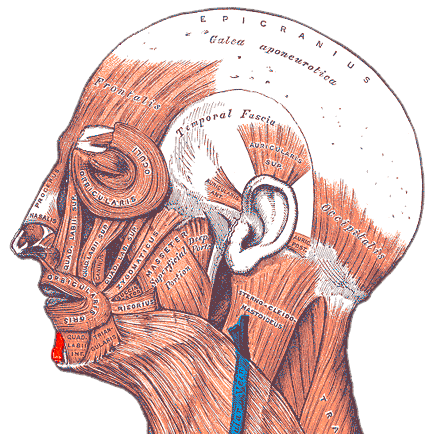
musculus mentalis

### Sval bradový(musculus mentalis)
Začíná na mandibule, od okrajů kořenů zevních řezáků a upíná se na kůži rtu. Jeho funkcí je vtahování kůže mezi bradou a rty. Je-li sval rozepjat více kraniálně, tak se dolní předsíň dutiny ústní (vestibulum oris) stává mělkou a tahem sliznice dolního rtu dochází k odchlipování dásně od krčků řezáků, což podporuje vznik paradontózy.